# Spareka
 (février 2024).
L'article doit être relu — et modifié si nécessaire — par des contributeurs indépendants pour apporter un regard critique aux contributions effectuées en violation des conditions d'utilisation de Wikipédia, tant sur la forme (notamment concernant le style encyclopédique, la proportionnalité) que sur le fond (la neutralité de point de vue, la qualité et l'indépendance des sources).
Spareka est une plateforme internet de vente de pièces détachées pour l'électroménager, le jardin, la piscine, la motorisation de portail, l'outillage, le chauffage et propose des outils d'aide à la réparation gratuits à ses visiteurs,,.
L'entreprise fait partie des lauréats de la première édition du programme French Tech 2030.

## Activités
L'entreprise a été fondée en 2012 afin de commercialiser des pièces détachées permettant aux clients de réparer eux-mêmes leurs appareils électroménagers. 
Le nom de la société est une combinaison du verbe to spare (« économiser » et de l'adjectif du même nom « de rechange ») et de la dernière syllabe ka du mot grec « Euréka ! » (« j'ai trouvé »), célèbre cri de victoire du savant grec Archimède.
En 2024, le catalogue en ligne compte 8 millions de références.
Depuis 2018, Spareka propose un service d'aide à la réparation à distance en visioconférence. Plusieurs centaines de tutoriels vidéos d'aide à la réparation sont réalisés par l'entreprise et diffusés sur leur chaîne YouTube, pour accompagner les personnes qui souhaitent réparer eux-mêmes leurs appareils. Outre ces vidéos, Spareka a développé un outil de diagnostic de panne en ligne,,pour aider à la réparation de plus d'une cinquantaine d'appareils (gros et petit électroménager, appareils de jardin, appareils électroniques, portails, piscines...). 
Durant l'épidémie de coronavirus de 2020, l'entreprise connaît une hausse de son chiffre d'affaires. En avril 2020, Spareka annonce avoir levé 5 millions d'euros auprès du fonds Paris Fonds Vert. En mars 2023, Spareka lève 11 millions d'euros auprès d’investisseurs comme Demeter ou la Banque Des Territoires.